# Hôtel de Ville (Dunkerque)

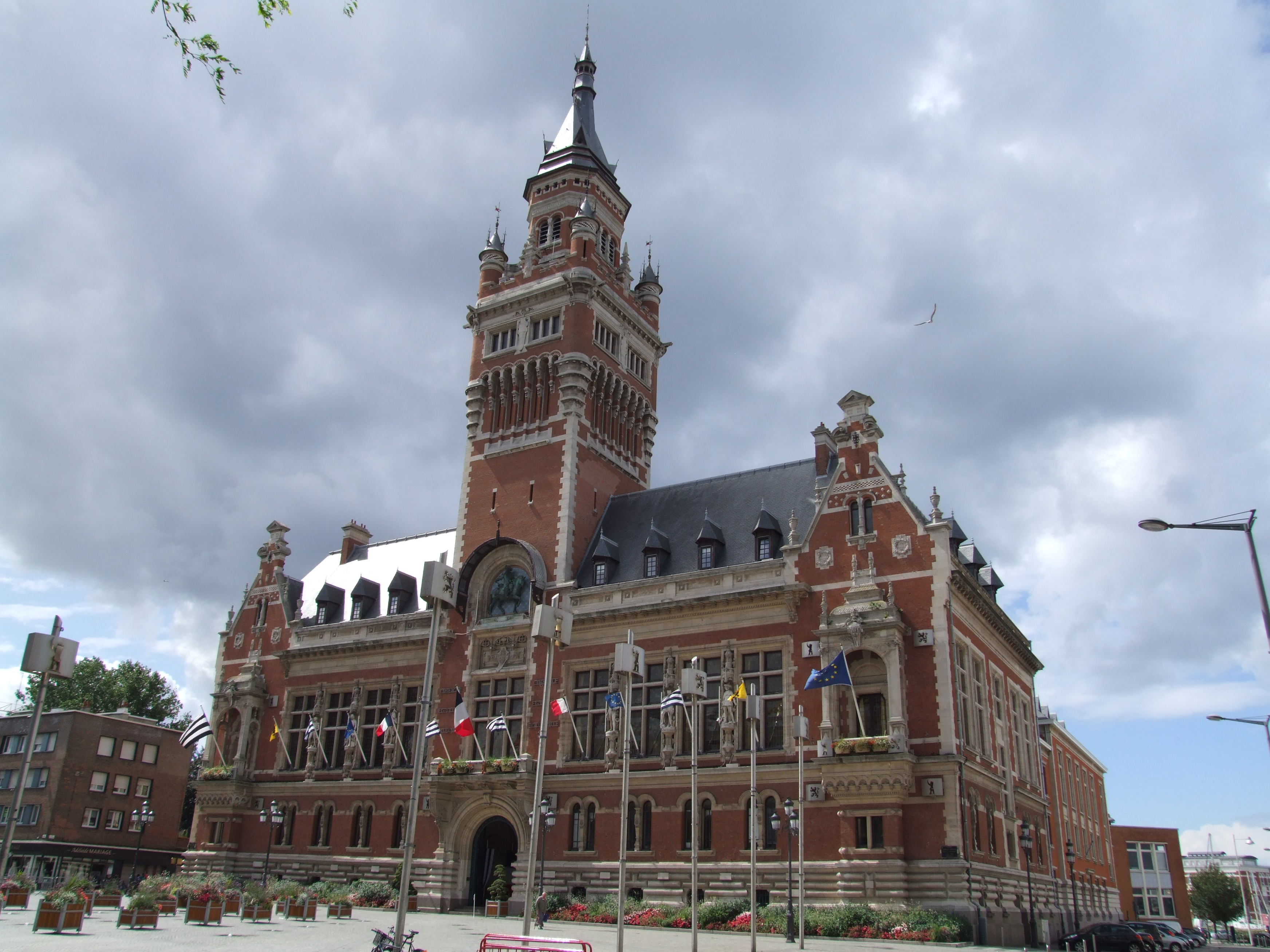
Das Hôtel de Ville (Rathaus) von Dünkirchen

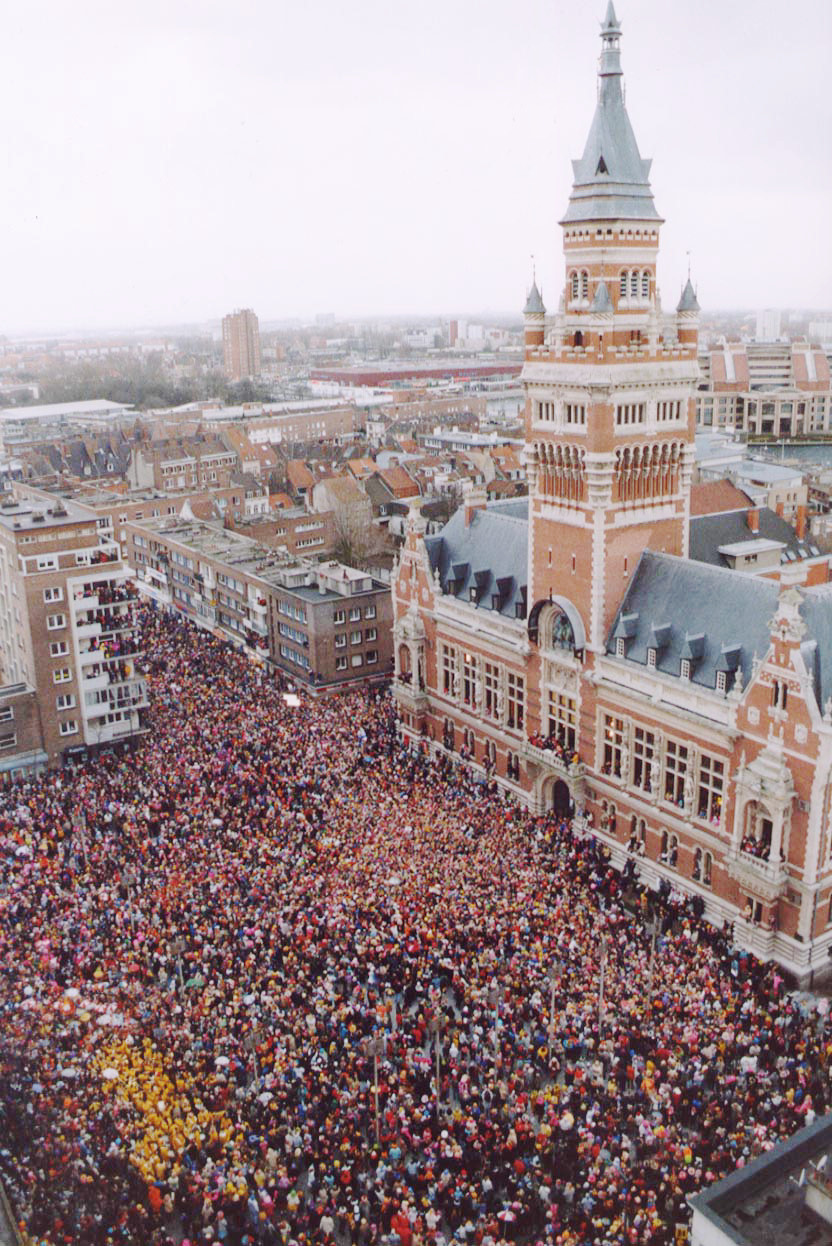
Das Rathaus ist zentraler Veranstaltungsort im Karneval in Dunkerque

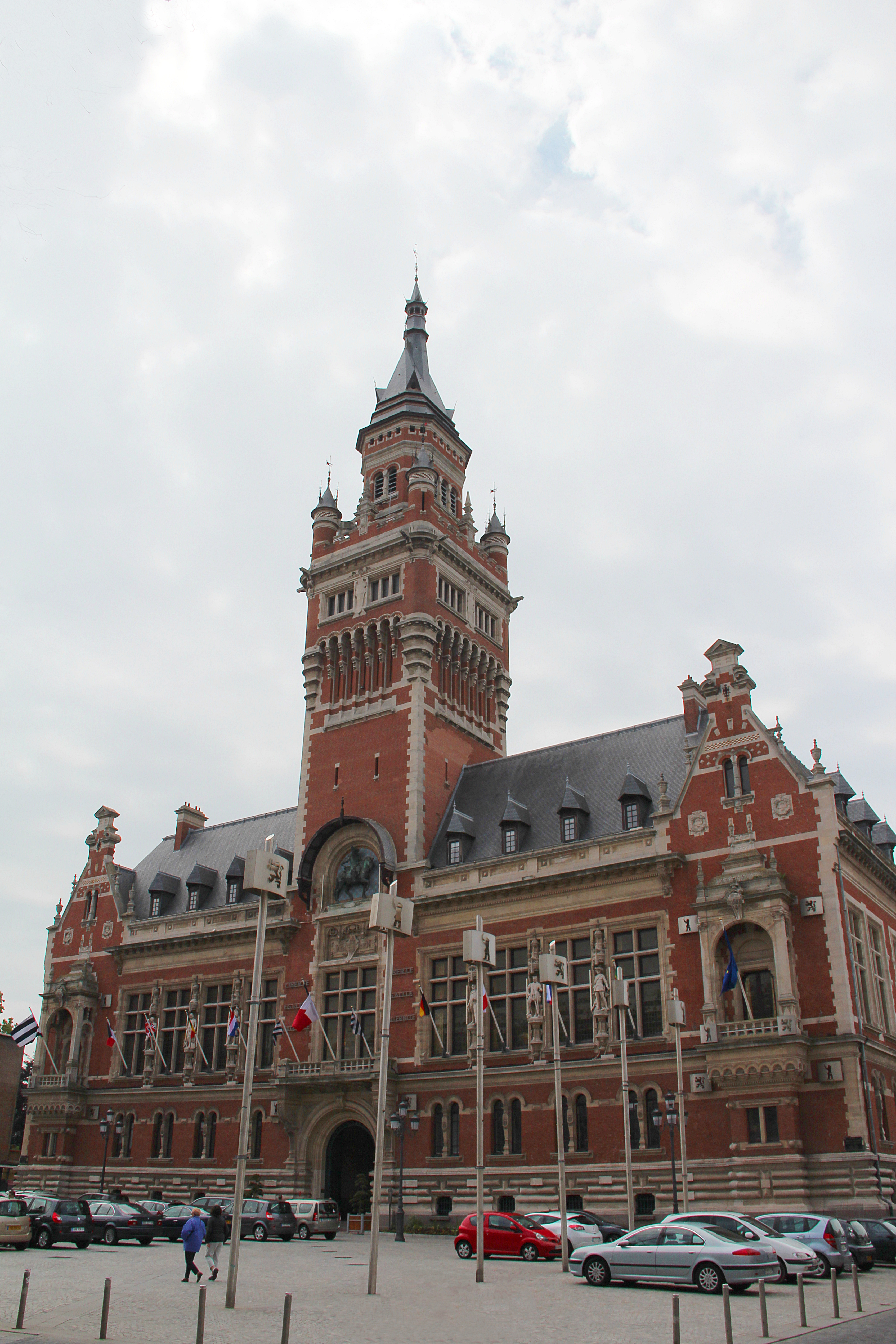
Das Hôtel de Ville (Rathaus) von Dünkirchen, Place, Place Charles-Valentin

Das Hôtel de ville (Rathaus) von Dünkirchen wurde in seiner heutigen Gestalt von 1897 bis 1901 von Louis Marie Cordonnier im neoflämischen Stil erbaut. Das Rathaus beherbergt heute vor allem den Stadtrat und das Standesamt.

## Baugeschichte des aktuellen Rathauses
Der Bau sollte der damals wirtschaftlich aufblühenden Stadt ein neues, größeres und repräsentativeres Rathaus verschaffen. Im Zentrum der Frontseite wurde ein Belfried integriert. Von der Grundsteinlegung am 30. Mai 1897 dauerten die Bauarbeiten vier Jahre bis zur Einweihung am 17. September 1901 mit Präsident Émile Loubet und Zar Nikolaus II.
Das Gebäude wurde im Ersten Weltkrieg beschädigt und dann renoviert. Im Zweiten Weltkrieg wurde das Gebäude weitgehend zerstört. Besonders gravierend war ein Bombenwurf am 27. Mai 1940, der das Dach, den Dachstuhl und fast den gesamten Innenbereich des Gebäudes vernichtete. Nur ein paar Mauern blieben stehen. 
Mit der Wiederherstellung des Gebäudes wurde Louis-Stanislas Cordonnier, der Sohn von Louis Marie Cordonnier, beauftragt. Er baute das Rathaus fast genau so, wie sein Vater es gestaltet hatte, wieder auf, vereinfachte aber etwas die Fassade und das Dach. Wiedereröffnet wurde das Rathaus am 15. Oktober 1955 durch den Präsidenten der Republik René Coty. Später wurde der Nordflügel und 1974 der Südflügel angebaut. 
An der Wiederherstellung des Gebäudes waren die Bildhauer Georges Turck, Edgar Buisine, Auguste Peene, Edgar Boutry, Robert Coin und die Maler Robert Chapele, Pierre-Paul Desrumaux und Turpin Buisine beteiligt.

## Weltkulturerbe seit 2005
Der Belfried des Gebäudes ist 2005 von der UNESCO in die Liste des Weltkulturerbes eingetragen worden.

## Geschichte der Vorgängerbauten
Vor dem aktuellen Rathaus standen schon dessen Vorgängerbauten seit 1233 am gleichen Ort.
Bei der Eroberung und Plünderung der Stadt durch den französischen Marschall Thermes 1558 wurde dieses erste Rathaus zerstört. Auf den Ruinen wurde 1562 ein neues Rathaus errichtet, das mit farbigen Glasfenstern geschmückt und um einen Gerichtssaal erweitert wurde. 
Dieses Gebäude wurde 1642 durch einen Brand zerstört und 1644 neu errichtet. 1812 wurde die Fassade dieses Gebäude mit einem Portikus im neoklassischen Stil mit getragen von vier dorischen Säulen geschmückt. Ende des 18. Jahrhunderts war der damals aufblühenden Stadt das alte Rathaus zu klein und nicht repräsentativ genug. Um Platz für einen Neubau zu schaffen, wurde das alte Gebäude ab 4. August 1896 niedergelegt.